# Спренгтпортен, Георг Магнус
Граф Георг Магнус Спренгтпортен (швед. Göran Magnus Sprengtporten, фин. Yrjö Maunu Sprengtporten, рус. Егор Максимович Шпренгпортен, 16 декабря 1740, Борго — 13 октября 1819, Санкт-Петербург) — шведский военачальник и политический деятель, перешедший на российскую службу, генерал-губернатор Финляндии в 1808—1809 годах.

## Биография

### Ранние годы
Родился в городе Борго (Порвоо) в Финляндии в семье Магнуса Вильгельма Спренгтпортена и Эльзы Катарины Ульфспарре аф Броксвик. Его отец, сподвижник Карла XII, проведший 14 лет в плену в Тобольске, умер через три года после рождения сына, в 1744 году. В 1752 году Эльза Катарина Спренгтпорт определила одиннадцатилетнего сына в учрежденный Адольфом Фредриком стокгольмский кадетский корпус в Стокгольме. Спустя четыре года начал службу в Свеаборге в чине унтер-офицера (кондуктора). Судя по всему, служба Георга Магнуса Спренгтпортена в Свеаборге была высоко оценена начальством: когда в 1757 году началась Померанская война, Августин Эренсверд взял его с собой в поход. Первое время Спренгтпортен служил при штабе шведских войск адъютантом графа Ферсена, а позже — в элитной части под командованием своего брата Якоба Магнуса Спренгтпортена. В 1761 году за заслуги был произведён в капитаны.

### Королевская служба
После войны он достаточно долгое время оставался без постоянной должности. В 1766 году Спренгтпортен входил в комиссию по мероприятиям, связанным с обороной Финляндии, выполняя различные разведывательные задания. В ходе работы комиссии он ознакомился с приграничными областями Швеции и составил мнение о ведении боевых действий в условиях этих районов.
В 1770 году Спренгтпортен был произведён в майоры и направлен в лёгкий драгунский полк под командованием своего брата. В этом же году был пожалован от шведского короля титулом барона.
Спренгтпортен принимал участие в последнем риксдаге так называемой «Эры свободы». Убедившись в его недееспособности, он решил примкнуть к своему брату Якобу Магнусу Спренгтпортену, поддержавшему в 1772 году государственный переворот Густава III. Он помог брату склонить гарнизон Свеаборга на сторону нового короля. За эту помощь король произвёл его в подполковники, а на следующий год он получил звание полковника и должность командира лёгких драгун. В 1777 году Спренгтпортен был назначен командующим Саволакской бригадой, сформированной из расквартированных в Саво лёгких соединений.
После этого он начал разрабатывать планы обороны Финляндии на случай войны с Россией. Был составлен подробный устав для лёгких частей, уделялось внимание мобильности войск в условиях лесной местности с обилием водоёмов, огневой мощи и стрелковым навыкам, а также использованию особенностей ландшафта. Более того, он даже устроил в своём служебном имении на собственные средства неофициальную кадетскую школу для мальчиков, снискав тем самым уважение не только своих подчинённых, но и всего финляндского офицерства.

### Отставка
Однако его отношения с королём вскоре начали ухудшаться. Густав III испытывал подозрения к своему энергичному подчинённому. В 1778 году Спренгтпортен не получил приглашения на сессию риксдага. Тогда он попросил у короля разрешения на поездку в Европу для изучения военного искусства. В ходе своей заграничной поездки Спренгтпортена побывал в Петербурге, Париже, Польше и Пруссии. Во время путешествия он поссорился с королём из-за дефицита командировочных средств. В 1780 году он направил королю прошение об отставке, которое также было удовлетворено. После этого он попытался отправиться в Америку, чтобы поддержать борьбу американцев за независимость, однако эти попытки не увенчались успехом. Тогда он вынужден был вернуться на родину.

### Переход на российскую службу
В это время Спренгтпортен стал задумываться об отделении Финляндии от Швеции при помощи России. Поводом для появления таких мыслей, по-видимому, стала обида на короля: Спренгтпортен посчитал себя преданным. Кроме того, во время своего путешествия он увидел всю мощь России и понял, что Швеции вряд ли удастся долго удерживать Финляндию. Также он узнал о войне за независимость США и о попытках американцев создать демократическое государство. Всё это породило мысль о независимом финляндском государстве, которое находилось бы под защитой России. Вскоре у него сложилась группа единомышленников, во главе которых стояли Карл Хенрик Клик и Ян Андерс Егергорн. В народе, однако, эта идея не нашла поддержки из-за страха перед Россией и сохранения народной верности своему государю.
В 1785 году он отправился в Голландию, где планировал принять участие в военных действиях против Австрии, владевшей Бельгией. В начале 1786 года он передал российскому послу в Голландии памятную записку по финляндскому вопросу. Об этом было доложено Екатерине II и российскому послу в Швеции.
Принял участие в сессии риксдага 1786 года, на которой он присоединился к антикоролевской оппозиции. В это же время он передал российскому послу написанный на французском языке проект, касавшийся независимости Финляндии. Вскоре Екатерина II предложила ему перейти на российскую службу. В сентябре 1786 года прибыл в Петербург. Ему были пожалованы титул камергера императорского двора, звание генерал-майора русской армии и большое денежное вознаграждение.

### Война со Швецией
В 1788 году Густав III начал войну против России. Спренгтпортен отправился к границе с Финляндией, где призывал своих сторонников к деятельности на благо независимости страны, однако не получил достаточного отклика. Тем не менее, он составил план проведения сейма в Тавастгусе, который должен был отделить Финляндию от Швеции. Кроме того, он подготовил пропагандистскую брошюру, предназначенную для финского населения и озаглавленную «К Родине». Когда армия в октябре разошлась на зимние квартиры, план Спренгтпортена относительно восстания под предводительством офицеров разрушился. Зимой 1788—1789 годов Спренгтпортен разработал план боевых действий русской армии на следующее лето. Спренгтпортен и сам участвовал в боевых действиях, в частности, в сражении при Поррассалми. В феврале 1790 года надворный суд в Або заочно приговорил его к смертной казни за государственную измену.

### После войны
После войны Спренгпортен подолгу жил за границей. Павел I произвёл его в генералы от инфантерии. Через два года он, будучи посланником Павла во Франции, занимался освобождением русских солдат, попавших в плен к Наполеону на Корфу и в Италии. В 1802 году возглавил экспедицию, снаряжённую по приказу Александра I, которая должна была «объехать с целью военно-стратегического осмотра Азиатскую и Европейскую Россию». В состав экспедиции входили майор М. Ф. Ставицкий, флигель-адъютант А. Х. Бенкендорф и художник Е. М. Корнеев. В рапорте Александру I, посланном с острова Корфу, Спренгпортен писал:

…B 1802 году я получил лестное поручение объездить часть России и её южные границы от Кяхты до Корфу в сопровождении нескольких офицеров и одного рисовальщика для сбора живописных объектов. Первый год я использовал для прохождения маршрута до Оренбурга, затем по Иртышу в Сибири и по китайской границе от Бухтармы до Кяхты. Второй год мне пришлось следовать по линии Кавказа, а в третьем году отправиться из Крыма через Константинополь в Корфу— Гончарова H. H. Е. М. Корнеев. Из истории русской графики начала 19 века. — М.: Искусство, 1987. — 384 с. — С. 26
В Сибири каждый из участников экспедиции совершил свои отдельные поездки: Спренгпортен ездил в Кяхту, Бенкендорф — в Якутск, а Ставицкий — в Нерчинск, а затем до устья Амура.
В 1805 году Спренгпортен представил императору пространную записку с предложением об автономии Финляндии в рамках Российской империи и о воссоздании Королевства Польского.

### Генерал-губернатор
С началом очередной войны со Швецией Спренгтпортен вновь стал одной из ключевых фигур. В соответствии с составленным им планом боевых действий русская армия начала наступление и перешла границу. Одновременно он продолжал подчёркивать важность создания Финляндского государства. Ему было предложено участвовать в завоевании Финляндии в качестве военного, но он отверг это предложение. В начале войны он состоял дипломатическим советником при графе Буксгевдене, но затем их отношения расстроились, поскольку, если Спренгтпортен был сторонником создания финляндской автономии, то Буксгевден добивался присоединения Финляндии к России в качестве обычной провинции. Когда в Петербург прибыла депутация из Финляндии, Спренгтпортену удалось добиться того, чтобы депутации было сообщено о намерениях императора созвать сейм. План Спренгтпортена об организации временного управления Финляндией был рассмотрен комитетом, в который входили сам Спренгтпортен, военный министр Алексей Андреевич Аракчеев и главнокомандующий русскими войсками в Финляндии Богдан фон Кнорринг. Александр I одобрил план, однако уточнил, чтобы финляндские дела докладывались непосредственно ему. Спренгтпортена он назначил генерал-губернатором Финляндии, а статс-секретаря Михаила Сперанского — докладчиком по финляндским делам.
В начале февраля 1808 года в Тавастгусе Спренгтпортен приступил к исполнению генерал-губернаторских обязанностей, но он столкнулся с большими сложностями. В стране никогда не было центрального бюрократического аппарата, и подготовка к сейму была сложной. Кроме того, многие соотечественники не доверяли ему, считая его предателем. На Боргоском сейме он зачитывал заверения императора. Рассорившись с новым главнокомандующим генералом Богданом фон Кноррингом, подал прошение об отставке с поста генерал-губернатора, которое было удовлетворено в июне 1809 года. За свои заслуги Спренгтпортен получил графский титул.

### Последние годы
В конце жизни Спренгтпортен почти полностью отошёл от дел. Зимой он жил в своём доме на Васильевском острове, а летом — в своем имении Хиетала в окрестностях Выборга. Правда, в 1812 году он составил план создания национальных вооружённых сил Финляндии, но в целом более не участвовал в процессе руководства развитием государства. Умер он в октябре 1819 года, оставив мемуары, в настоящее время хранящиеся в РНБ в Санкт-Петербурге.

## Награды
- Орден Меча рыцарский крест (RSO; после реформы 1889 года соответствует рыцарскому кресту 1-го класса) (23 ноября 1767) (Королевство Швеция)
- Титул барона Российской империи (26 ноября 1788)
- Орден Святой Анны (21.04.1789)
- Орден Святого Иоанна Иерусалимского большой крест (20.09.1800)
- Орден Святого Александра Невского (11.07.1801)
- Титул графа Великого княжества Финляндского (7 июля 1809; род не внесён в рыцарский матрикул Великого княжества Финляндского)

## Семья
Первая жена, Анна Елизавета Глансеншерна, умерла в 1785 г., оставив единственного сына Магнуса Вильгельма (1772—1801), который был холост.
После смерти сына барон Спренгтпортен, надеясь на продолжение рода, женился на Варваре Николаевне Самыцкой (ум. 1850), которая, овдовев, «посвятила жизнь свою осиротелым родственникам». А. Я. Булгаков писал из Италии 14 июня 1805 года:

Шпренгпортен сумасшедший человек и удивительные делал дурачества и проказы в Корфу. Надобно знать, что жена его уверяет беспрестанно, что брюхата, и в последний раз в переезд его из Корфу в Венецию, при страшной буре, ей будто сделалось дурно и будто она выкинула, ему показала кусок телячьей почки, в чём-то выпачканный, говоря, что это выкинутый зародыш. Он поверил и говорил всем: «Я видел свёрток, которым разрешилась жена моя». Она, кажется, костромская купчиха.